# Robert Wald

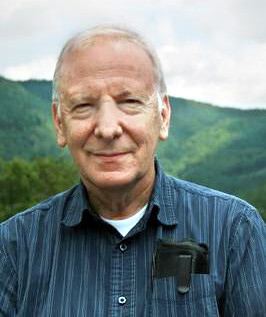
Robert Wald

Robert Manuel Wald (* 29. Juni 1947 in New York City) ist ein US-amerikanischer Physiker, der sich auf allgemeine Relativitätstheorie und Thermodynamik von schwarzen Löchern spezialisiert. Er ist der Autor des sehr bekannten und weit verbreiteten Buches General Relativity.

## Leben
Walds Vater war der Mathematiker Abraham Wald. Robert Wald studierte an der Columbia University (Bachelor 1968) und promovierte 1972 an der Princeton University bei John Wheeler mit der Arbeit Nonspherical gravitational collapse and black hole uniqueness. Als Post-Doc war er an der University of Maryland und ab 1974 an der University of Chicago, wo er 1976 Assistant Professor wurde und seit 1985 Professor ist. 1976 wurde er Forschungsstipendiat der Alfred P. Sloan Foundation (Sloan Research Fellowship).
Wald ist Professor am Enrico Fermi Institute und an der University of Chicago, seit 2002 als Charles H. Swift Distinguished Service Professor of Physics. Er hat über hundert wissenschaftliche Publikationen verfasst, viele davon wurden über hundert Mal zitiert.
Er ist Mitglied der American Academy of Arts and Sciences (2000) und der National Academy of Sciences (2001) sowie Fellow der American Physical Society (1996). Für 2017 wurde ihm der Einstein-Preis der American Physical Society zugesprochen. 2025 wurde er mit der Dirac-Medaille (ICTP) ausgezeichnet.

## Schriften
Bücher:
- Space, Time, and Gravity: The Theory of the Big Bang and Black Holes, University of Chicago Press 1977, 1992, ISBN 0-226-87029-4
- General Relativity, University of Chicago Press 1984, ISBN 0-226-87033-2
- Quantum Field Theory in Curved Spacetime and Black Hole Thermodynamics, University of Chicago Press 1994, ISBN 0-226-87027-8
- als Herausgeber: Black Holes and Relativistic Stars, University of Chicago Press 1999, ISBN 0-226-87035-9

Aufsätze (Auswahl):
- mit Vivek Iyer: Some properties of Noether charge and a proposal for dynamical black hole entropy, Phys. Rev., D 50 (1994) 846–864 (meistzitierte wissenschaftliche Publikation)
- The Thermodynamics of Black Holes, Living Reviews in Relativity 2001, Online